# Trem da Alegria (álbum de 1990)
Trem da Alegria é o sexto álbum de estúdio do grupo musical infantil Trem da Alegria, lançado em 1990 pela gravadora BMG Ariola (atual Sony Music Brasil). O álbum explora novos estilos musicais, incluindo a lambada, e inclui os singles "Lambada da Alegria" e "Lambada Danada".
Da mesma forma que os álbuns que o precederam, obteve o sucesso. Sua tiragem inicial foi de 180 mil cópias, o que rendeu o sexto disco de ouro da carreira. Em 1991, recebeu o Prêmio Sharp nas categorias de melhor disco infantil e melhor música infantil.

## Antecedentes
Em fevereiro de 1990, o grupo Trem da Alegria iniciou as gravações para o que seria seu sexto álbum de estúdio. Este álbum marcou a primeira incursão do grupo no gênero musical da lambada, refletido nas canções "Lambada da Alegria" e "Lambada Danada".
A primeira música de trabalho foi "Lambada da Alegria", cujo lançamento antecedeu o álbum. Durante sua divulgação, foi anunciado no quadro Paradão dos Baixinhos do programa Xou da Xuxa, da TV Globo, que o novo disco apresentaria uma diversidade de gêneros musicais, incluindo lambadas, um rap e uma música de terror, embora esta última não tenha sido incluída no lançamento final.

## Produção e gravação
A produção do álbum foi dirigida por Miguel Plopschi, com Michael Sullivan na produção executiva. A equipe de produção incluiu Chico Roque e Ed Wilson como assistentes, enquanto os arranjos e regências foram realizados por Julinho Teixeira, Lincoln Olivetti, Roupa Nova e Ary Sperling.
As gravações ocorreram nos estúdios: Lincoln Olivetti, Som Livre, e BMG Ariola no Rio de Janeiro. A mixagem foi feita por Flávio Sena, Franklin Garrido, Lincoln Olivetti e Júnior Mendes.
As fotos foram tiradas por Sérgio Pagano, com a capa desenhada por Bethy Levacov e Mônica Neves, e a produção gráfica coordenada por André Teixeira. A versão em LP trouxe duas opções de capa com logo colorido e a outro branco.

## Lançamento e divulgação
O álbum foi lançado em 1990 e o grupo se apresentou em diversos programas de televisão, incluindo o Xou da Xuxa. Durante a turnê promocional, as canções "Lambada da Alegria", "Saudades de Portugal", "Doce Estrela" e "Bichinho de Estimação" foram apresentadas ao vivo.

### Singles
"Lambada da Alegria" foi a primeira música de trabalho do álbum e destaca-se pelo estilo predominante da lambada, que estava em alta no final dos anos 1980. Existem duas versões da faixa: uma com a participação da apresentadora Xuxa e outra apenas com os vocais do trio Amanda, Juninho Bill e Rubinho (incluída na  coletânea lançada em 1992). A música foi bem-sucedida nas rádios e contribuiu para as vendas antecipadas do álbum. Promovida em diversos programas de TV e nas turnês de 1990 e 1991, a faixa também teve um videoclipe exibido na televisão. 
"Lambada Danada" tornou-se a segunda música de trabalho. Assim como o single anterior, a canção segue o estilo musical da lambada, um gênero originário do Pará nos nos anos de 1980, e tem como base, o carimbó e a guitarra e foi influenciada por ritmos como a cúmbia e o merengue. A canção foi incluída nos shows da turnê promocional de 1990, e impulsionou as vendas do álbum de 1990. Em 7 de outubro de 1990, o programa Fantástico, da TV Globo, exibiu o videoclipe da música, que consistia em uma colagem de momentos da turnê de 1990, com o grupo performando a canção.

## Prêmios e indicações
Em 1991, o álbum e a música "Lambada da Alegria" foram vencedores do Prêmio Sharp. "Lambada da Alegria" venceu na categoria de melhor música infantil de 1990, concorrendo com "Copa da Floresta" de Xuxa e "O Pinguim" do próprio Trem da Alegria. O álbum competia com o Xuxa 5.

## Desempenho comercial
O álbum obteve sucesso comercial, com tiragem inicial de 180 mil cópias, e alcançando a sexta posição na lista de LPs mais vendidos do Jornal do Brasil em 25 de junho de 1990 e atingindo a quarta posição em 3 de setembro de 1990. Foi certificado com um disco de ouro pela Associação Brasileira dos Produtores de Discos (ABPD), prêmio entregue durante uma apresentação no programa Xou da Xuxa.

## Lista de faixas
- Créditos adaptados do encarte do LP Trem da Alegria, de 1990.[8]

Lado A
| N.º | Título                   | Compositor(es)                  | Participação  | Duração |  |
| 1.  | "Lambada da Alegria"     | Chico Roque Ed Wilson           | Xuxa          | 4:35    |  |
| 2.  | "Kid Farofeiro"          | Marcos Valle Carlos Colla       |               | 3:16    |  |
| 3.  | "Homem Morcego" (Batman) | Michael Sullivan Paulo Massadas |               | 4:01    |  |
| 4.  | "Koiô Shi Mashô"         | Ed Wilson Paulo Sergio Valle    |               | 3:06    |  |
| 5.  | "Bichinho de Estimação"  | Eros Liebert                    |               | 3:57    |  |
| 6.  | "Saudade de Portugal"    | Ed Wilson Fafá de Belém         | Gugu Liberato | 3:16    |  |
| 7.  | "Doce Estrela"           | Michael Sullivan Paulo Massadas | Roupa Nova    | 4:56    |  |

Lado B
| N.º | Título | Compositor(es)                     | Participação | Duração |  |
| 1.  | "Lambada Danada" | Michael Sullivan Paulo Massadas    |              | 3:54    |  |
| 2.  | "A Rap Iôu" (Escravos de Jó / Eu Fui no Tororó / Ciranda Cirandinha / Atirei O Pau No Gato / Pai Francisco / Pirulito que Bate, Bate) | Michael Sullivan Paulo Massadas    |              | 4:30    |  |
| 3.  | "O Pinguim" | Michael Sullivan Paulo Massadas    |              | 2:52    |  |
| 4.  | "Can Can" | Cesar Costa Filho Sergio Fonseca   |              | 3:12    |  |
| 5.  | "Som das Palavras" | Prêntice Ronaldo Monteiro de Souza |              | 3:27    |  |
| 6.  | "Vendedor de Gostosura" | Chico Roque Aylson Shalom          |              | 2:40    |  |
| 7.  | "Eu Quero Ver Televisão" | Nenêo Ivan Reis                    |              | 3:11    |  |
| 8.  | "Culpado É O Rock N' Roll" | Michael Sullivan Paulo Massadas    |              | 3:28    |  |

## Tabelas
| Tabela musical (1990) | Melhor posição |
| --------------------- | -------------- |
| Brasil (Nopem)        | 4              |

| Tabela musical (1990) | Posição |
| --------------------- | ------- |
| Brasil (Nopem)        | 30      |

## Certificações e vendas
| Região       | Certificação | Vendas  |
| ------------ | ------------ | ------- |
| Brasil (PMB) | Ouro         | 180,000 |